# An Ho-sang
An Ho-sang (안호상) est un universitaire et un homme politique coréen, né le 23 janvier 1902, et mort le 21 février 1999. Formé en Allemagne à l'université d'Iéna, et travaille ensuite en Corée à l'université Korea et à l'université nationale de Séoul. Il exerce après guerre comme ministre de l'éducation.